# Vlakke wolfsklauw
De vlakke wolfsklauw (Diphasiastrum complanatum, basioniem: Lycopodium complanatum) is een giftige, overblijvende plant, die behoort tot de wolfsklauwfamilie (Lycopodiaceae). De plant komt van nature voor op het noordelijk halfrond. Het aantal chromosomen is 2n = 46
De plant wordt 10–25 cm hoog, heeft een 1 m lange, geheel of grotendeels ondergronds kruipende hoofdstengel en opstaande, slappe, afgeplatte, gaffelvormig vertakte, tot 15 cm lange zijtakken. Door de afgeplatte zijtakken is de soort vanuit het geslacht Lycopodium overgebracht naar het geslacht Diphasiastrum. De lichtgroene of grijsgroene, in spiralen staande, onvruchtbare, spatelvormige of ovale, vliezige tot dik vliezige, driehoekige, 1–2 mm lange en 1 mm brede bladeren zijn zittend en naar binnen gekromd.
De lichtgele, 1,5–3 cm lange aren rijpen in augustus en september. Er zijn twee tot zes aren. De aardragende, 2–12 cm lange, vertakte steel staat op een zijtak. De aren bestaan uit vruchtbare bladeren, waarop aan de bovenzijde van de bladvoet grote, dikwandige, niervormige, ingesloten sporangiën zitten.

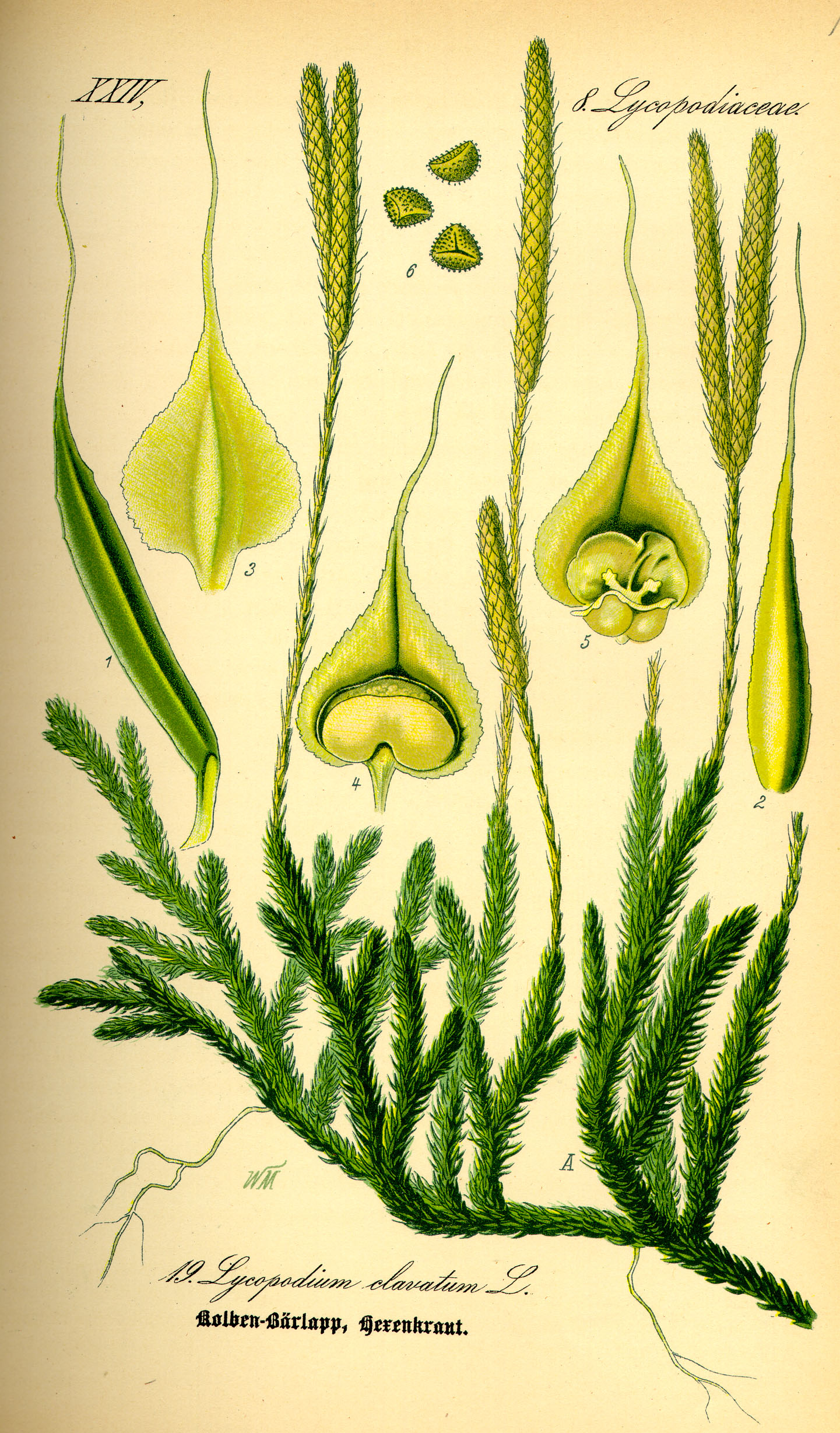
Illustratie
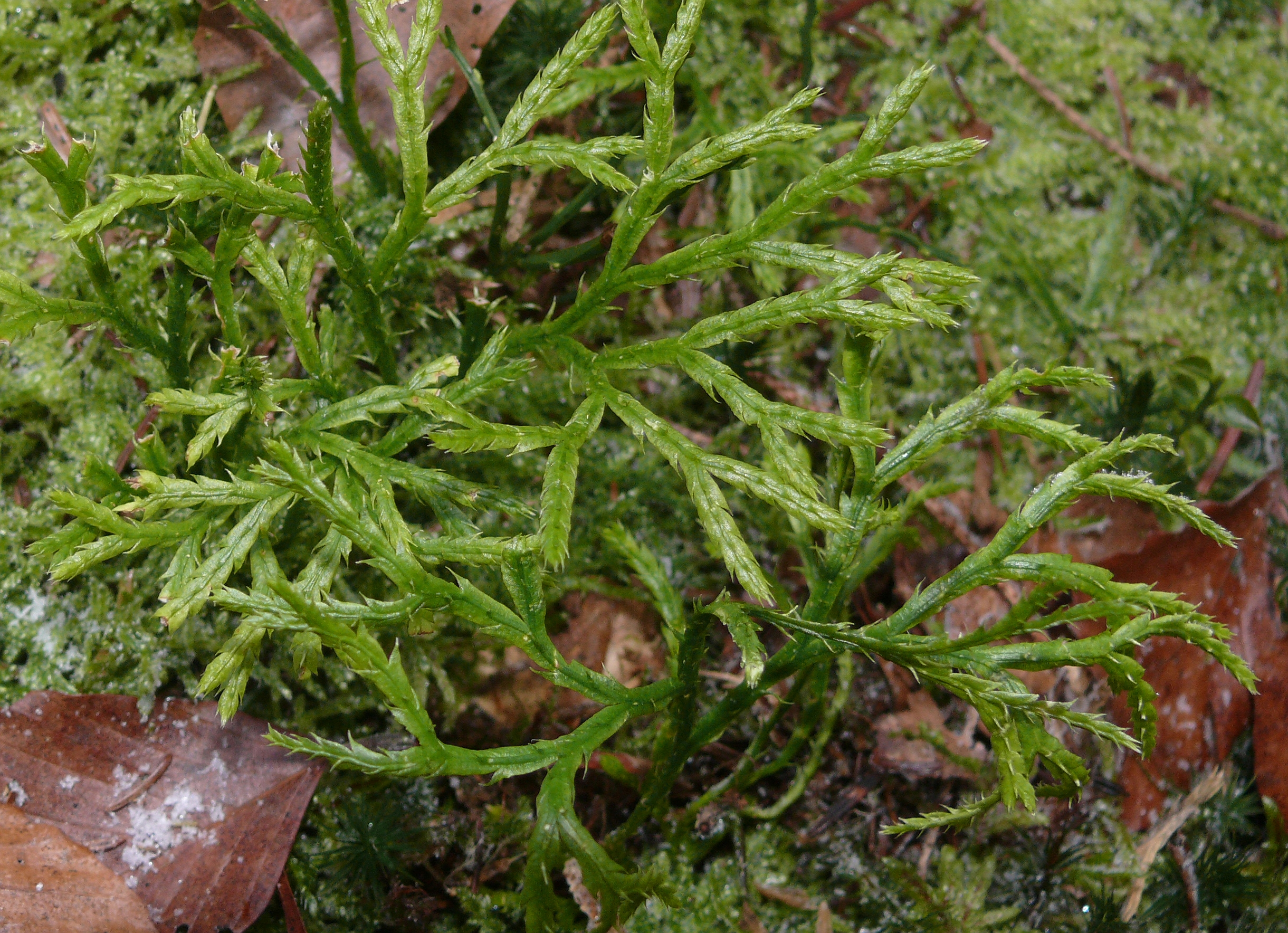
Plant
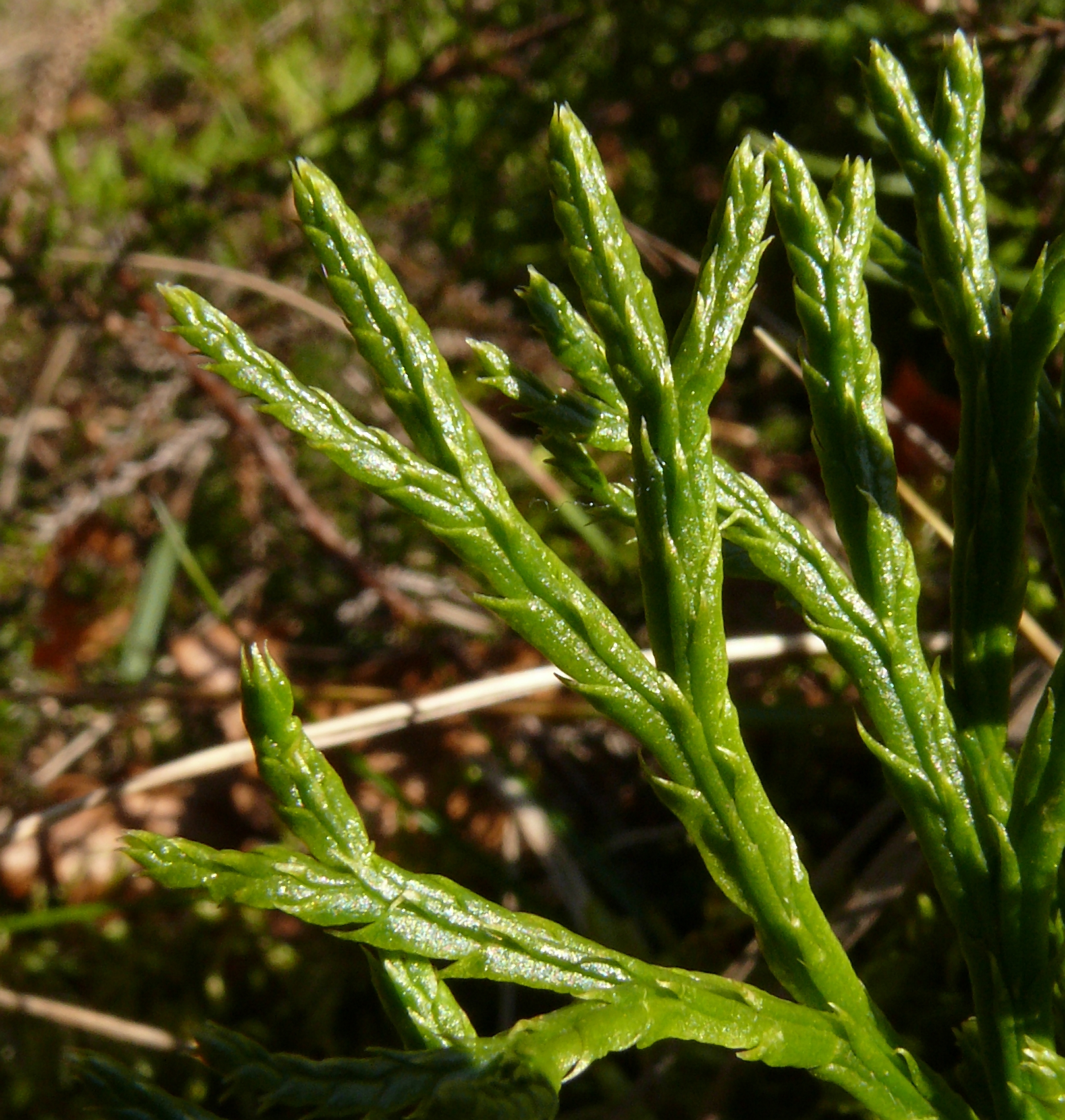
Zijtak
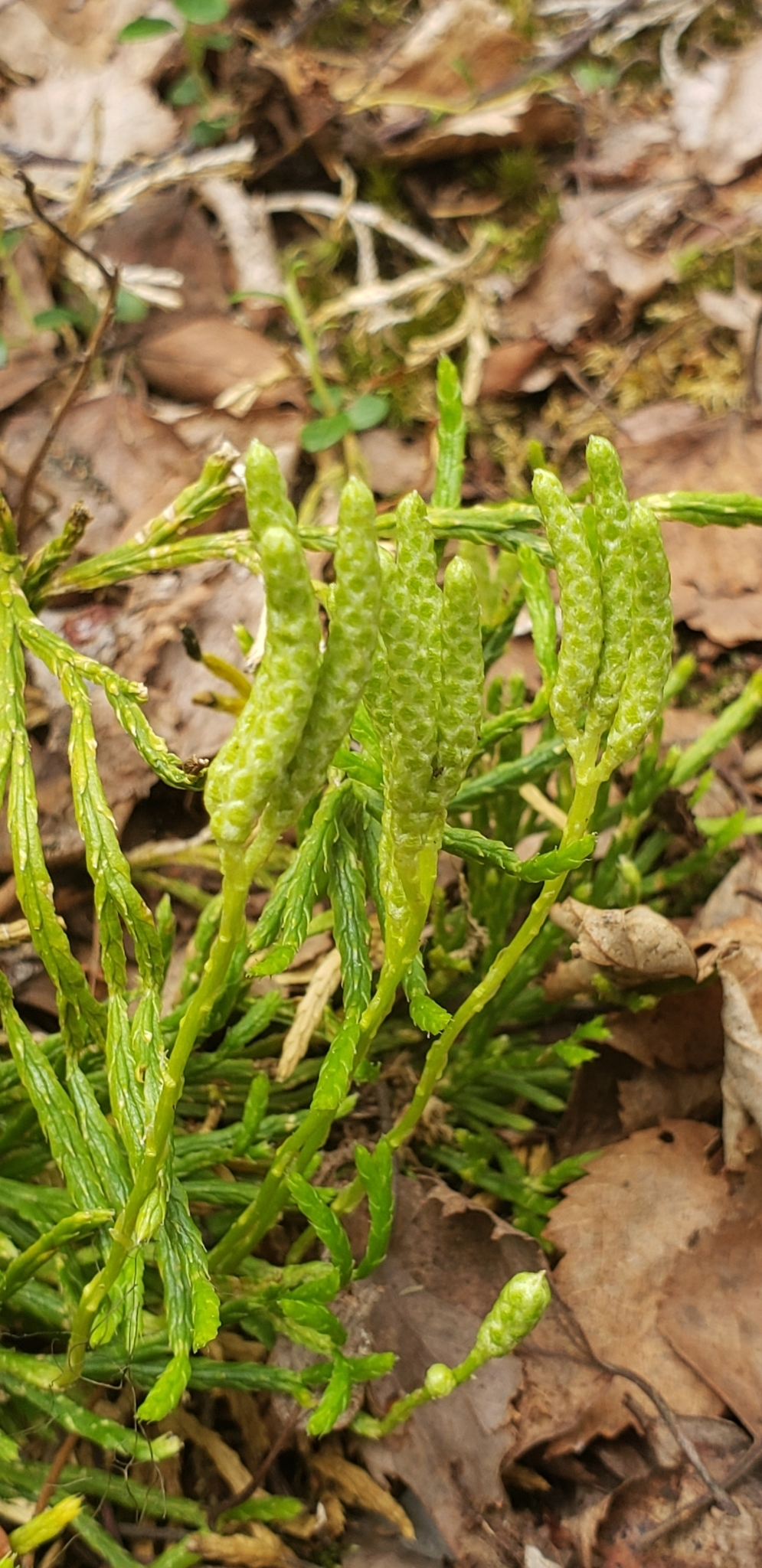
Aren (strobili)

De vlakke wolfsklauw staat op open tot iets beschaduwde, droge, zeer voedselarme, stikstofarme, zure, humeuze zandgrond en zandige leembodems. Ze groeit in borstelgraslanden, in heiden, op rotshellingen en in ijle loof- en naaldbossen. De soort heeft een circumpolaire verspreiding en is in Europa beperkt tot de koele streken en gebergten. De Nederlandse vondsten waren beperkt tot de Veluwe en dateren van lang geleden. Het betreft een tweetal vondsten, een bij Amersfoort op de Leusdense berg in 1841 en een bij Hoenderloo in 1880. Ze stonden in beide gevallen in ijle bossen in stuifzandgebieden. In die tijd was eutrofiëring nog niet actueel en mogelijk heeft hun teloorgang een natuurlijke oorzaak en waren ze de laatste getuigen van relict uit vroegere koude tijden. Wolfsklauwen zijn weliswaar giftig maar hun sporen werden wel medicinaal gebruik bij wondverzorging, ter stimulering van menstruatie, als vochtafdrijvend middel, ter verlichting van spasmen en om het verkleven van pillen te voorkomen.

## Ondersoorten en variëteiten
- Lycopodium clavatum L. subsp. megastachyon (Fernald & Bissell) Selin
- Lycopodium clavatum L. subsp. monostachyon (Hook. & Grev.) Seland.
- Lycopodium clavatum L. var. brevispicatum Peck
- Lycopodium clavatum L. var. integerrimum Spring
- Lycopodium clavatum L. var. laurentianum Victorin
- Lycopodium clavatum L. var. megastachyon Fernald & Bissell
- Lycopodium clavatum L. var. monostachyon Hook. & Grev.
- Lycopodium clavatum L. var. subremotum Victorin
- Lycopodium clavatum L. var. tristachyum Hook.